# Neftekamsk
Neftekamsk (ru. Нефтекамск) este un oraș din Republica Bașchiria, Federația Rusă și are o populație de 131.515 locuitori.
1. ↑  Bașkirskaia iențiklopedia